# Плеський Микола Геннадійович
Плеський Микола Геннадійович (15 грудня 1882, Кострома — 14 березня 1939, Північно-східний табір НКВС, Хабаровський край). Навчався та працював у Харкові. Реабілітований у 1992. Філолог, бібліотекознавець, педагог, літературний критик та громадський діяч.

## Біографія

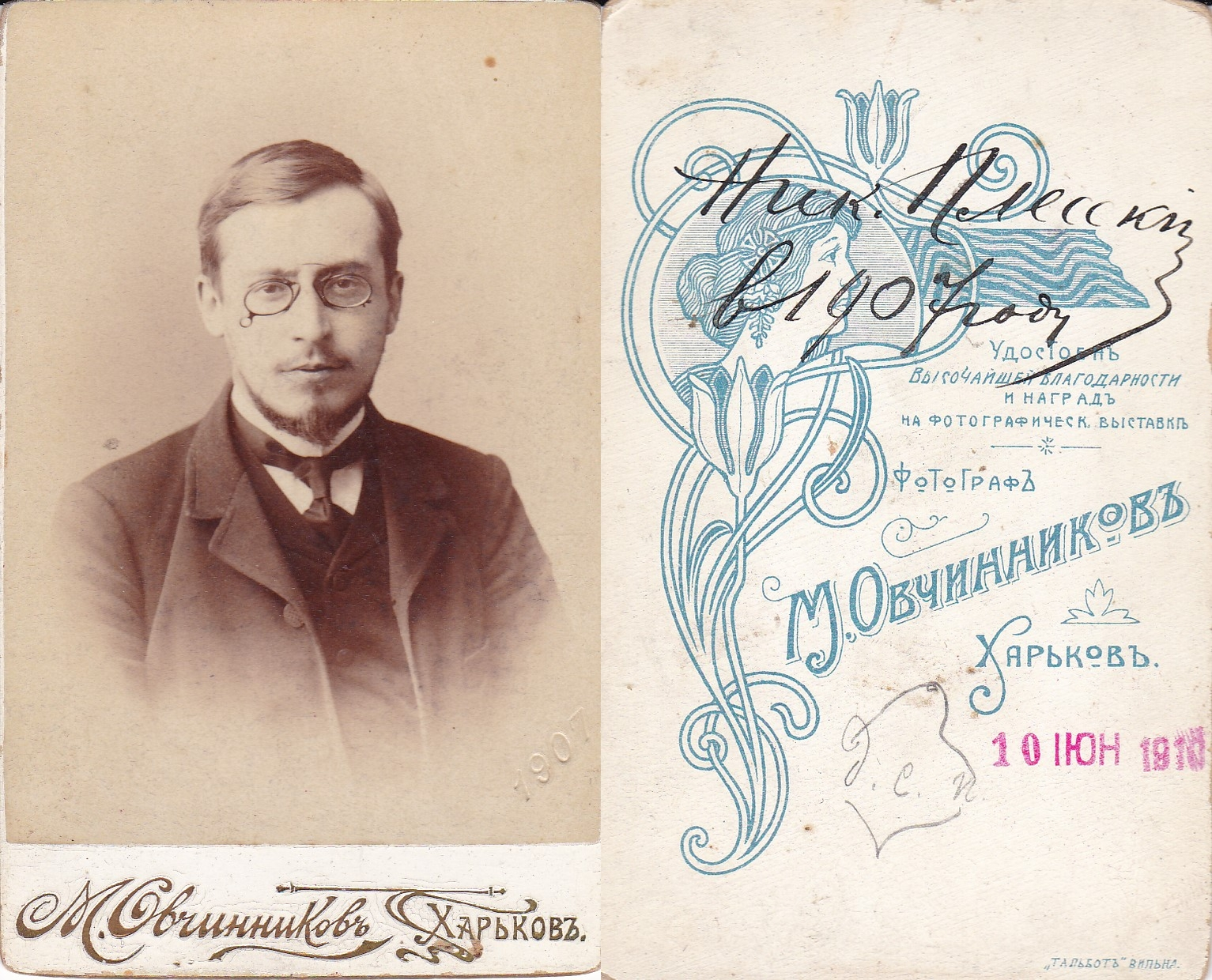
Плеський Микола Геннадійович, 1907 р.

Плеський Микола Геннадійович народився 15 грудня 1882 р. в м. Кострома Костромської губернії  в родині чиновника, губернського секретаря Плеського Геннадія Петровича (1857—1912), який працював на казенному винному складі. Мати — Павла Гур'янівна (1860—1902) була домогосподаркою. Мав двох братів — Геннадія та Івана і трьох сестер — Олександру, Анфісу та Ніну. У Костромі закінчив гімназію. Навчався в Харкові на  історико-філологічному факультеті Імператорського Харківського університету (зараз Харківський національний університет імені В. Н. Каразіна). З 1906 р. був викладачем в 3-ї гімназії Харкова, там же працював бібліотекарем. В 1909—1918 рр. був членом правління Харківської громадської бібліотеки. З 1925 р. очолював секцію західноєвропейської літератури науково-дослідної кафедри літературознавства Харківського інституту народної освіти й одночасно був бібліографом в Харківській державній бібліотеці ім. В. Г. Короленка. У 1920-ті рр. працював секретарем відділу мистецтва Головного управління політичної просвіти. З 1930-ті рр. ‒ професор Харківського лінгвістичного інституту, викладав німецьку мову. Безпідставно заарештований 29 квітня 1937 р. за «шпигунську діяльність». Засуджений до страти Військовим трибуналом Харківського військового округу 22 листопада 1937 р. за статтею 54-1 п. «а». Військовою колегією Верховного суду СРСР 31 грудня 1937 р. розстріл замінено 10-ма роками позбавлення волі. Помер 14.03.1939 р. у Північно-східному таборі НКВС у Хабаровському краї. Реабілітований прокуратурою Харківської області 17 листопада 1992 р.

## Праці[1]
1. Каталог ученической библиотеки Харьковской 3-ей гимназии / сост. Н. Г. Плесский в сотрудничестве с учениками: А. Гнедичем, Н. Котовым, А. Смоленским и П. Чулоком. — Х. : Типолитогр. С. А. Шмерковича, 1911. — 40, [2] с. — Без тит. л.
2. «Гамлет» Шекспира // Зап. Харьков. ун-та. — 1906. — Кн. 3—4, ч. неофиц. — С. 125—183.
3. Марк Твен (Семюель Клеменс) // Сіл. театр. — 1927. — № 12. — С. 19.
4. Дві кінокомедії виробу ВУФКУ // Культробітник. — 1928. — № 2. — С. 31. 805
5. «Темрява»: кінокартина виробництва ВУФКУ // Сіл. театр. — 1928. — № 1. — С. 51.
6. Сіл. театр. — 1928. — № 3. — С. 32. — Рец. на кн.: В бабусиних обіймах: драма на 3 дії: (Клаптик сільського побуту) / Д. Бедзик. — Х. : Рух, 1928. — 40 с. — (Театральна бібліотека ; № 93).
7. Культробітник. — 1928. — № 19. — С. 47. — Рец. на кн.: Сич: комедія на 3 дії: (за Лебедевим) / Т. Колесниченко. — Х.: Рух, 1928. — 40 с. — (Театральна бібліотека ; № 90).
8. Сіл. театр. — 1928. — № 6. — С. 45. — Рец. на кн.: Холодногорець І. Хто не ризикує: комедія на 4 дії / І. Холодногорець. — Х.: Рух, 1927. — 52, [4] с. — (Театральна бібліотека ; № 68).
9. Драма в Німеччині: Берлін, Дюссельдорф, Ерфурт // Рад. театр. — 1929. — № 2—3. — С. 75—76.
10. Театр Піскатора // Рад. театр. — 1929. — № 2—3. — С. 75—76; № 4—5. — С. 72—75.
11. Що виставляють по театрах Німеччини // Рад. театр. — 1929. — № 4. — С. 78—80.

## Про М.Г.Плеського[1]
1. Список лиц, служащих по Харьковскому учебному округу, 1910. Вып. 1. — Х. : Тип. и лит. М. Зильберберг и С-я, 1911. — 339, с. 91
2. Справочная книга «Весь Харьков» на 1926 г. — Х. : Коммунист, 1926. –Стб. 443.
3. Плесский Н[иколай] Генн[адиевич] // Наука и научные работники СССР. — Л., 1928. — Ч. 6. Научные работники СССР без Москвы и Ленинграда. — с. 314.
4. Наукові установи та організації УСРР. — Х. : Вид. Держ. Плянової комісії УСРР, 1930. — с. 252, 281
5. Вища педагогічна освіта і наука на Україні: історія, сьогодення і перспективи розвитку. Харківська область / ред. рада вид. : В. Г. Кремень (голова) [та ін.] ; редкол. тому: І. Ф. Прокопенко (голова) [та ін.]. — К. : Знання України, 2009. — с. 190.
6. Шевельов Ю. Я — мене — мені… (і довкруги): спогади: в 2 ч. Ч. 1. В Україні / Ю. Шевельов (Юрій Шерех). — Х. ; Нью-Йорк: Видавець Олександр Савчук, 2017. — 728 с. : 248 іл.